# Незгоде и инциденти Аерофлота 1990-их
Након распада Совјетског Савеза у децембру 1991. године, његове бивше републике почеле су са оснивањем сопствених авио-компанија на основама дирекција које је Аерофлот имао у тим републикама. Флота Аерофлота се смањила са неколико хиљада авиона на нешто више од 100 у 1993. години. Компанија је доживела 42 несреће између 1990. и 1991. године, а у остатку деценије имала је још 41 несрећу. Три најсмртоносније несреће Аерофлота током ове деценије догодиле су се у пост-совјетској ери, у којима је живот изгубило 257 особа.
Најсмртоноснија несрећа догодила се када је Тупољев Ту-134А, августа 1992. године, на прилазу аеродрому Иваново ударио у дрвеће, при чему су страдали свих 84 путника и сви чланови посаде. Најзлогласнија несрећа и друга најгора несрећа Аерофлота у деценији догодила се у марту 1994. године, када се Ербас А310, који је летео на међународној линии Москва–Хонгконг, срушио у  Кемеровској области убрзо након што је син главног пилота дирао команде, живот је изгубило свих 75 особа у авиону.
Током ове деценије 525 особа је изгубило живот у несрећама и инцидентима, а компанија је отписала 71 летелицу, међу којима су Ербас A310-300, 2 Антонов Ан-12, 1 Антонов Ан-124, 20 Антонов Ан-2, 5 Антонов Ан-24, 2 Антонов Ан-26, 5 Антонов Ан-28, 2 Иљушин Ил-14, 4 Иљушин Ил-62, 2 Иљушин Ил-76, 2 Иљушин Ил-86, 5 Лет Л-410, 6 Тупољев Ту-134, 6 Тупољев Ту-154, 7 Јак-40 и 1 Јак-42.
Следи списак незгода и инцидената које је Аерофлот доживео 1990-их година.

## Листа
| Датум                    | Локација               | Авион      | Регистрација авиона | Дивизија авиона | Штета на авиону   | Фаталност | Опис | Реф.                 |
| ------------------------ | ---------------------- | ---------- | ------------------- | --------------- | ----------------- | --------- | --- | -------------------- |
| 1990.                    | Непознато              | Aн-2П      | CCCP-07308          | Краснојарск     | Отписан           | 5/5       | Судар авиона у ваздуху. | [ 8 ]                |
| 13. јануар 1990.         | Первоураљск            | Tу-134A    | CCCP-65951          | Северни Кавказ  | Отписан           | 27/71     | Авион је превозио путнике на линији Тјумењ–Уфа. На висини од 10.600 метара дим из задњег теретног простора је упућивао на пожар на мотору, вероватно због кратког споја електричне инсталације. Посада је извела принудно слетање, а авион је слетео на снежна поља, удаљена 3 километра од Первоураљска. | ‍:33                   |
| 20. фебруар 1990.        | Шјауљај                | Aн-2Р      | CCCP-56472          | Литванска ССР   | Отписан           | Непознато | Срушио се. | [ 12 ]               |
| 16. март 1990.           | Вершино-Дарасунски     | Aн-28      | CCCP-28702          | Источни Сибир   | Отписан           | 0         | Тешко слетање. Један од пилота угасио је моторе и усмерио нос авиона према земљи. | [ 13 ]               |
| 27. март 1990.           | Кабул                  | Ил-76МД    | CCCP-78781          | Узбечка ССР     | Отписан           | 11/11     | Авион, позајмљен од совјетских ваздухопловних снага, превозио је терет на релацији Коканд-Кабул. На висини од 5.400 метара, док је био на прилазу Кабулу, контрола ваздушног саобраћаја наредила је пилоту да прекине прилаз. Закрилци и опрема за слетање су повучени, али прилаз је настављен. Летелица је изгубила брзину и срушила се. | [ 14 ] [ 15 ]        |
| 13. април 1990.          | Уелен                  | Aн-2T      | CCCP-04355          | Магадан         | Отписан           | 1/6       | Убрзо након полетања авион је изгубио брзину и срушио се на снегом покривену смрзнуту Уелен лагуну. Авион је био преоптерећен, због чега је тежиште било изван граница равнотеже. Авион је превозио терет на линији Уелен – Провиденија у знак подршке међународној експедицији „Велики круг“. | [ 16 ]               |
| 2. јун 1990.             | Кенкијак               | Aн-24Б     | CCCP-46551          | Северни Кавказ  | Отписан           | 0/33      | Тешко слетање, авион је прекорачио писту и изгорео је у пожару. | [ 17 ]               |
| 12. јун 1990.            | Кабул                  | Ил-76MД    | CCCP-86905          | Узбечка ССР     | Отписан           | 0/10      | Присилно слетање на аеродром у Кабулу, након што га је погодио пројектил на висини од 7.500 метара. | [ 18 ]               |
| 26. јун 1990.            | Шурма                  | Aн-2Р      | CCCP-19730          | Урал            | Отписан           | 3/3       | Авион се враћао са прскања усева на Малмижу, када су пилоти, који су били пијани, изводили акробације на малој надморској висини услед којих се авион срушио у шуми и изгорео у пожару. | [ 19 ]               |
| 1. јул 1990.             | Јакутск                | Ил-62M     | CCCP-86456          | Москва          | Отписан           | 0/109     | Прекорачио писту приликом слетања на аеродром Јакутск због погрешног подешавања потиска на два мотора. | [ 20 ]               |
| 19. јул 1990.            | Непознато              | Aн-2       | CCCP-40861          | Јакутија        | Отписан           | Непознато | Срушио се на планинском терену. | [ 21 ]               |
| 1. август 1990.          | Агдам                  | Јак-40     | CCCP-87453          | Јерменска ССР   | Отписан           | 46/46     | Ударио је планину на висини од 2.520 метара у облачним условима, 22 километра западно од Степанакерта, током прилаза аеродрому Степанакерт долазећи из Јеревана. | ‍:34                   |
| 12. август 1990.         | Непознато              | Aн-2       | CCCP-62407          | Јакутија        | Отписан           | Непознато | Срушио се у шуми. | [ 23 ]               |
| 18. август 1990.         | Рушан                  | Aн-28      | CCCP-28761          | Таџичка ССР     | Отписан           | 0         | Промашио писту приликом слетања. | [ 24 ]               |
| 9. септембар 1990.       | Павлодар               | Јак-40     | CCCP-87451          | Казашка ССР     | Отписан           | 0         | CCCP-87914 је слетео са писте током слетања на аеродром Павлодар и ударио у CCCP-87451. | [ 25 ] [ 26 ]        |
| 9. септембар 1990.       | Павлодар               | Јак-40К    | CCCP-87914          | Казашка ССР     | Отписан           | 0/22      | CCCP-87914 је слетео са писте током слетања на аеродром Павлодар и ударио у CCCP-87451. | [ 25 ] [ 26 ]        |
| 12. септембар 1990.      | Рушан                  | Ил-14ЛИК-1 | CCCP-41803          | Централни       | Отписан           | 0         | Авион слетео на труп на леднику, 353 километара од ледене станице Мирњи. | [ 27 ]               |
| 14. септембар 1990.      | Свердловск             | Јак-42     | CCCP-42351          | Северни Кавказ  | Отписан           | 4/129     | Пилот је намерно одступио од руте приласка. Услед тога, авион се срушио након што је ударио у дрвеће на прилазу аеродрому Колтсово. Превозио је путнике из Волгограда. | ‍:34                   |
| 12. октобар 1990.        | Одеса                  | Л -410УВП  | CCCP-67331          | Украјинска ССР  | Отписан           | 0/15      | Тешко слетање на аеродром у Одеси. | [ 30 ]               |
| 20. октобар 1990.        | Кутаиси                | Tу-154Б-1  | CCCP-85268          | Грузијска ССР   | Отписан           | 0/171     | Авион није успео да узлети са аеродрома Кутаиси због преоптерећења, прекорачио је писту. | [ 31 ]               |
| 2. новембар 1990.        | Њурба                  | Aн-26Б     | CCCP-26038          | Источни Сибир   | Отписан           | Непознато | Срушио се приликом слетања. | [ 32 ]               |
| 17. новембар 1990.       | Велиховки              | Tу-154M    | CCCP-85664          | Међународни     | Отписан           | 0/6       | Авион је био на међународном теретном лету Евроаеродром–Шереметјево, када је избио пожар на висини од 10.600 метара, а посада је извршила принудно слетање. | align=center         |
| 21. новембар 1990.       | Аеродром Магадан       | Ил-62      | CCCP-86613          | Међународни     | Отписан           | 0/189     | Док су били на путу за Јакутск, посада је обавештена да је видљивост на аеродрому Јакутск лоша. Посада је размишљала о преусмеравању ка Хабаровску, али јављено је да је видљивост побољшана у Јакутску. Док се спуштао на висини од 1.800 метара АКЛ је известила да је видљивост код Јакутска поново опала. Посада је преусмерила авион ка аеродрому Магадан и наставила се спуштати. Током слетања авион је прекорачио писту и завршио на снежној равници. Превозио је путнике на линији Москва-Јакутск.           | [ 34 ]               |
| 30. новембар 1990.       | Аеродром Диксон        | Јак-40К    | CCCP-87394          | Краснојарск     | Отписан           | 0/35      | Летелица је дошла превисоко у условима лошег времена. Слетео је на писту великом брзином, прекорачио јеи завршио у јарку. Авион је превозио путнике на линији Краснојарск – Диксон. | [ 35 ]               |
| 14. децембар 1990.       | Аеродром Шахтерск      | Aн-24Б     | CCCP-47164          | Далеки исток    | Отписан           | 0/43      | Прекорачио је писту и тешко слетио. | [ 36 ]               |
| 1991.                    | Ледена станица Мирњи   | Ил-14      | CCCP-41807          | Непознато       | Отписан           | Непознато | Непознато | [ 37 ]               |
| 4. март 1991.            | Лењинград              | Aн-24      | Непознато           | Непознато       | Незнатна оштећења | 1/26      | Док је био на путу из Котласа за Лењинград, авион је отео мушкарац који је захтевао да буде пребачен у Шведску. На аеродрому Пулково, отмичар је ослободио таоце, али је одбио да се преда. Граната коју је носио са собом је експлодирала, а он је касније умро од задобијених повреда. | [ 38 ]               |
| 23. март 1991.           | Навој                  | Aн-24РВ    | CCCP-46472          | Узбечка ССР     | Отписан           | 34/63     | Прекорачио писту приликом слетања на аеродром Навој, ударајући гомилу гвожђа и бетона, приликом чега се запалио. | [ 39 ] [ 40 ]        |
| 23. мај 1991.            | Лењинград              | Tу-154Б-1  | CCCP-85097          | Лењинград       | Отписан           | 15/178    | Тешко слетање на аеродрому Пулково. Стајни трап је пукао, а авион се срушио на труп. Две особе су погинуле на земљи. Авион је превозио путнике на линији Сухуми-Лењинград. | [ 41 ] [ 42 ]        |
| 24. јун 1991.            | Радолноје              | Aн-2Р      | CCCP-31423          | Летонска ССР    | Отписан           | 3/3       | Уништен од пожара након пада у региону Урал, на територији Казашке ССР. | [ 43 ] [ 44 ]        |
| 25. јун 1991.            | Раковка                | Aн-2       | Непознато           | Непознато       | Отписан           | 3/3       | Посада је изгубила контролу и авион се срушио. | [ 45 ]               |
| 21. август 1991.         | Полина Осипенко        | Л-410УВП   | CCCP-67091          | Далеки исток    | Отписан           | 0/14      | Спустио се на труп приликом полетања док се стајни трап повлачио. | [ 46 ]               |
| 27. август 1991.         | У близини Гуријева     | Л-410УВП   | CCCP-67099          | Казашка ССР     | Отписан           | 0/6       | Присилно слетање, 42 километра од Гуријева. | [ 47 ]               |
| 27. септембар 1991.      | Магадан                | Л-410УВП   | CCCP-67538          | Јакутија        | Отписан           | 0         | Преурањено активирање стјног трапа током слетања на аеродрому Магадан. | [ 48 ]               |
| 3. октобар 1991.         | Аеродром Казомбо       | Aн-12БП    | CCCP-11120          | Међународни     | Отписан           | 0         | Док су слетали, крила су закачила неко грмље јер је писта била прекратка и преуска. Посада је открила да је аеродром миниран, одлучили су поново да полете, али док су скретали за полетање десни стајни трап се покидао након што се заглавио у рупи и пропелери су дотакли земљу. Летелица је требало да буде поправљена неко време касније (допремљени су мотори, пропелери и доведени су техничари), али је труп до тада озбиљно кородирао па је авион отписан. Превозио је терет на линији Лобито–Луена–Казомбо. | [ 49 ]               |
| 23. октобар 1991.        | Шелопугино             | Aн-28      | CCCP-28924          | Источни Сибир   | Отписан           | 0/13      | Тешко слетање. | [ 50 ]               |
| 7. новембар 1991.        | Махачкала              | Јак-40     | CCCP-87526          | Северни Кавказ  | Отписан           | 51/51     | Док се спуштао према Махачкали, видљивост се погоршала. Посада није била свесна положаја авиона и спустила се преко планинског терена. Авион се срушио на планину Кукуртбаш на висини од 550 метара, удаљеној 23 километра од Махачкеле. Превозио је путнике на линији Елитса-Махачкала. Авион је био преоптерећен. | [ 51 ] [ 52 ]        |
| 8. новембар 1991.        | Батагај                | Aн-2T      | CCCP-79948          | Јакутија        | Отписан           | 0/0       | Уништен од пожара током поправке мотора. | [ 53 ]               |
| 21. новембар 1991.       | Хоџавенд               | Јак-40     | Непознато           | Азербејџан      | Отписан           | 20        | Срушио се на путу под неодређеним околностима. | [ 54 ]               |
| 22. новембар 1991.       | Јарцево                | Aн-2TП     | CCCP-40596          | Краснојарск     | Отписан           | 0         | Принудно је слетео због квара мотора узрокованог залеђивањем карбуратора током лета на висини од 1.500 метара. Авион је превозио путнике на линији Подкамењаја Тунгуска – Јенсејск. | [ 55 ]               |
| 23. новембар 1991.       | КС-7 писта             | Aн-2Р      | CCCP-81545          | Узбечка ССР     | Отписан           | 2/4       | Авион је био на лету Кунград–Комсомољск на Устјурту–Каракалпакија. Превозио је два неодобрена путника до писте КС-7. На путу је посада наишла на лошу видљивост услед лоших временских услова. Авион је одступио од шаблона прилаза и ударио у 52 метара високи торањ. Летелица се срушила и запалила. | [ 56 ]               |
| 26. новембар 1991.       | Бугуљма                | Aн-24РВ    | CCCP-47823          | Приволжск       | Отписан           | 42/42     | Срушио се 800 метара од аеродрома Бугуљма, приликом прилаза, након прекинуте обилазнице, вероватно због залеђивања на стабилизатору. | [ 54 ] [ 57 ]        |
| 8. децембар 1991.        | Непознато              | Aн-2T      | CCCP-33137          | Јакутија        | Отписан           | Непознато | Слетео је на неравном терену. | [ 58 ]               |
| Распад Совјетског Савеза |                        |            |                     |                 |                   |           | |                      |
| 30. децембар 1991.       | Аеродром Велск         | Јак-40     | CCCP-87521          | Архангељск      | Отписан           | 0/25      | Након што је узлетео са писте, десно крило је ударило у земљу. Летелица је ударила у дрво, а затим се срушила и запалила се. Летелица је била преоптерећена, а узлетање је покушано по лошем времену са снегом и јаким ветровима. | [ 59 ]               |
| 3. јануар 1992.          | Љахш                   | Aн-28      | CCCP-28706          | Таџикистан      | Отписан           | 0         | Прекорачио је писту приликом слетања. | [ 60 ]               |
| 24. јануар 1992.         | Батуми                 | Tу-134A    | CCCP-65053          | Грузија         | Отписан           | 0         | Прекорачио је писту приликом слетања на аеродром Чорох. | [ 61 ]               |
| 9. фебруар 1992.         | Атирау                 | Aн-24Б     | CCCP-46816          | Казахстан       | Отписан           | 0/49      | Убрзо након полетања са аеродрома Гуријев, мотор се покварио на висини од 900 метара, посада је покушала да спусти авион на аеродром. Авион је изгубио брзину у условима залеђивања и пропадао је 6 метара у секунди, слетео је и клизао 418 метара на трупу јер је делимично био активиран стајни трап. | [ 62 ]               |
| 30. март 1992.           | Сварупнагар            | Aн-26      | CCCP-26154          | Непознато       | Отписан           | 0/7       | Присилно слетање услед недостатка горива. | [ 63 ]               |
| 7. јун 1992.             | Москва                 | Tу-154     | Непознато           | РИА             | Без оштећења      | 1/115     | Авион је отет на лету из Грозног за Москву. Отмичар, који је тражио да буде одведен у Турску, убијен је од стране безбедоносних трупа на аеродрому Внуково. | [ 64 ]               |
| 19. јун 1992.            | Братск                 | Tу-154Б-1  | CCCP-85282          | Урал            | Отписан           | 0/0       | Уништени су у пожару док су се доливали горивом на аеродрому Братск. Док је пунила СССР-85282, цистерна са горивом се запалила због грешке оператера (оператор је био пијан). Цистерна је затим експлодирала, возач је погинуо, и започела ватру која се проширила на обе летелице. | [ 65 ] [ 66 ]        |
| 19. јун 1992.            | Братск                 | Tу-154Б-1  | CCCP-85234          | Приволжск       | Отписан           | 0/0       | Уништени су у пожару док су се доливали горивом на аеродрому Братск. Док је пунила СССР-85282, цистерна са горивом се запалила због грешке оператера (оператор је био пијан). Цистерна је затим експлодирала, возач је погинуо, и започела ватру која се проширила на обе летелице. | [ 65 ] [ 66 ]        |
| 21. јун 1992.            | Полтавски рејон        | Aн-2Р      | CCCP-32544          | Казахстан       | Отписан           | Непознато | Непознато | [ 67 ]               |
| 8. јул 1992.             | Украјински             | Aн-2Р      | CCCP-07816          | Централни       | Отписан           | Непознато | Срушио се. | [ 68 ]               |
| 23. август 1992.         | Цирих                  | Tу-154M    | CCCP-85670          | РИА             | Поправљен         | 0/145     | Превозио је путнике на нередовној међународној линији Милано–Цирих. Прилаз аеродрому Цирих је услед лоше видљивости био отежан, а једно крило авиона је закачило у антену. Посада је успела безбедно да спусти авион. | [ 69 ]               |
| 27. август 1992.         | Иваново                | Tу-134A    | CCCP-65058          | Централни       | Отписан           | 84/84     | Авион је превозио путнике на линији Доњецк–Иваново, када је ударио у дрвеће на прилазу аеродрому Иваново, услед јаке кише и магле, и срушио се. | [ 5 ] [ 70 ]         |
| 29. август 1992.         | Харков                 | Tу-134A-3  | CCCP-65810          | Грузија         | Отписан           | Непознато | Прекорачио писту на аеродрому у Харкову након дугог слетања. | [ 71 ]               |
| 21. септембар 1992.      | Писта Калга            | Aн-2ПФ     | CCCP-32596          | Источни Сибир   | Отписан           | Непознато | Срушио се 11 километара од писте Калга. | [ 72 ]               |
| 13. октобар 1992.        | Владивосток            | Tу-154Б-2  | CCCP-85528          | Белорусија      | Отписан           | 0/67      | Прекорачио писту приликом слетања на аеродрому Владивосток јер није успео да укочи. | [ 73 ]               |
| 14. октобар 1992.        | Костанај               | Aн-2Р      | CCCP-07840          | Казахстан       | Отписан           | 0/3       | Срушио се. | [ 74 ]               |
| 19. октобар 1992.        | Уст-Нем                | Aн-28      | CCCP-28785          | Комија          | Отписан           | 15/16     | Срушио се убрзо након полетања. Током полетања леви мотор се покварио, вероватно због усисавања снега. Авион је изгубио брзину и срушио се на ивици шуме. Недостатак обуке посаде такође је био фактор. Авион је превозио путнике на линији Уст-Нем – Сиктивкар. | [ 75 ]               |
| 7. новембар 1992.        | Москва                 | Ил-62M     | RA-86703            | Непознато       | Отписан           | 0         | Током одржавања на аеродрому Домодедово, на резервоару горива на десном крилу избио је пожар док је био затворен вентил. Пожар, изазван електричном лампом, није могао да се угаси, а летелица је изгорела. | [ 76 ]               |
| 5. децембар 1992.        | Јереван                | Tу-154A    | CCCP-85105          | Јерменија       | Отписан           | 0/154     | Скренуо са писте при слетању на аеродром Јереван. | [ 77 ]               |
| 30. јануар 1993.         | Непознато              | Aн-2Р      | CCCP-40479          | Јакутија        | Отписан           | Непознато | Срушио се у снегу. | [ 78 ]               |
| 26. септембар 1993.      | Новоалексејевскаја     | Aн-2Р      | RA-68150            | Северни Кавказ  | Отписан           | Непознато | Срушио се. | [ 79 ]               |
| 22. децембар 1993.       | У близини Ураја        | Aн-2TП     | RA-01410            | Тјумењ          | Отписан           | 0/10      | Присилно слетео на 190 километара од Ураја. | [ 80 ]               |
| 25. децембар 1993.       | Грозни                 | Tу-154Б-2  | RA-85296            | Непознато       | Отписан           | 0/172     | Авион је имао лоше слетање на аеродрому Грозни по лошем времену. Аерофлот је изнајмио авион компанији Внуково ерлајнс. | [ 81 ]               |
| 8. фебруар 1994.         | Анадир                 | Aн-12Б     | CCCP-11340          | Приволжск       | Отписан           | 0/11      | Прекорачио писту током слетања на аеродрому Анадир. | [ 82 ]               |
| 8. март 1994.            | Делхи                  | Ил-86      | RA-86119            | РИА             | Отписан           | 9         | Уништен од пожара када га је ударио Боинг 737-200 који је коришћен за потребе обуке на аеродрому Индира Ганди. | [ 83 ] [ 84 ] [ 85 ] |
| 23. март 1994.           | Междуреченск           | A310-300   | F-OGQS              | РИА             | Отписан           | 75/75     | Авион је превозио путнике на међународној линији Москва–Хонгконг, када се срушио у близини Междуреченска, након што је аутоматски пилот делимично угашен након што је капетанов син сео на пилотово седиште и рукује контролама. | [ 86 ] [ 87 ]        |
| 7. мај 1994.             | Архангељск             | Tу-134A-3  | RA-65976            | Северни         | Отписан           | 0/62      | Слетео је на труп на аеродрому Талаги, јер није активиран стајни трап, скренуо удесно и склизнуо са писте. | [ 88 ]               |
| 24. мај 1994.            | Октјабрски             | Aн-2П      | RA-07730            | Непознато       | Отписан           | Непознато | Срушио се због цурења горива. | [ 89 ] [ 90 ]        |
| 25. јун 1994.            | Киренск                | Aн-2П      | RA-70263            | Источни Сибир   | Отписан           | 0/8       | Непознато | [ 91 ]               |
| 14. јул 1994.            | Благовјешченск         | Л-410УВП   | RA-67470            | Далеки исток    | Отписан           | 0/14      | Током слетања стајни трап је откинут и авион је завршио у јарак на аеродрому Благовјешченск. | [ 92 ]               |
| 11. децембар 1994.       | Грозни                 | Tу-134A-3  | 65858               | Северни Кавказ  | Отписан           | 0/0       | Уништен на аеродрому Грозни током руске рације у Првом чеченском рату. | [ 93 ]               |
| 8. октобар 1996.         | Сан Франческо ал Кампо | Aн-124-100 | RA-82069            | РИА             | Отписан           | 4/23      | Ударио у дрвеће и куће након поновног прилаза јер су закрилца била лоше подешена. Авион је летео празан из Москве у Торино како би превезао колекцију Фераријевих аутомобила у Брунеј. | [ 94 ] [ 95 ] [ 96 ] |
| 1998.                    | Аеродром Шереметјево   | Ил-86      | RA-86080            | РИА             | Отписан           | 0         | Тешко слетање. | [ 97 ]               |
| 11. новембар 1998.       | Енкориџ                | Ил-62M     | RA-86564            | РИА             | Отписан           | 0/12      | Авион компаније Азијана ерлајнс Боинг 747-400 оштетио је десно крило и реп Аерофлотовог авиона који је стајао на међународном аеродрому Енкориџ. | [ 98 ]               |

## Галерија
- Аерофлотов Антонов Ан-30 на аеродрому Мјачково. (2001)
- Аерофлотов Иљушин Ил-86. (2005)
- Аерофлотов  Ербас A310-300 сличан оном који се срушио на лету 593.
- Аерофлотов Тупољев Ту-154Б, регистарске ознаке CCCP-85164 а касније RA-85164, усликан на аеродрому Цирих у септембру 1979. године.

### Белешке
1. ↑   Број путника у авиону и број погинулих особа варира у зависности од извештаја.[9][10]‍:33
2. ↑   И број жртава и број путника у авиону се разликују у зависности од извора.[10]‍:34[22]
3. ↑   Постоји разлика између броја смртних случајева у зависности од извора, тврдило се да их је било 42-37 путника и 5 чланова посаде,[54] или 41 —37 путника и 4 члана посаде,[57]
4. ↑   Датум настанка несреће је дискутабилан.[5][70]